# TT Assen 1957
De TT van Assen 1957 was de derde Grand Prix van het wereldkampioenschap wegrace-seizoen 1957. De races werden verreden op zaterdag 29 juni 1957 op het Circuit van Drenthe vlak bij Assen. In deze Grand Prix bracht men alle klassen aan de start: 500 cc, 350 cc, 250 cc, 125 cc en de zijspanklasse.

## Algemeen
De trainingen werden overschaduwd door een aantal ernstige valpartijen. Daardoor kon Carlo Ubbiali pas in de GP des Nations weer starten. Tijdens de training van de zijspanklasse verloor Josef Knebel het leven.

## 500cc-klasse
Bob McIntyre en John Surtees vochten aanvankelijk om de leiding, maar McIntyre viel waardoor Surtees onbedreigd won. Opmerkelijk was dat beiden ongeveer even snel waren ondanks hun keuze voor verschillende stroomlijnkuipen: McIntyre koos voor de druppelstroomlijn en Surtees voor de dolfijnstroomlijn. Nu McIntyre, Surtees en Libero Liberati alle drie een keer waren uitgevallen gingen ze gezamenlijk aan de leiding in de WK-stand.
| Pos | Coureur          | Merk      | Tijd      | Punten |
| --- | ---------------- | --------- | --------- | ------ |
| 1   | John Surtees     | MV Agusta | 1:33"56'6 | 8      |
| 2   | Libero Liberati  | Gilera    | +30'6     | 6      |
| 3   | Walter Zeller    | BMW       | +1"01'7   | 4      |
| 4   | Jack Brett       | Norton    | +2"30'0   | 3      |
| 5   | Ernst Hiller     | BMW       | +2"51'6   | 2      |
| 6   | Keith Bryen      | Norton    | +3"03'0   | 1      |
| 7   | John Hempleman   | Norton    | +1 ronde  |        |
| 8   | Roger Barker     | Norton    | +1 ronde  |        |
| 9   | Derek Minter     | Norton    | +1 ronde  |        |
| 10  | Michael O'Rourke | Norton    | +2 ronden |        |
| 11  | Kenneth Tostevin | Norton    | +2 ronden |        |
| 12  | Priem Rozenberg  | BMW       | +2 ronden |        |
| 13  | Kees Koster      | Norton    | +2 ronden |        |
| 14  | Anton Elbersen   | Norton    | +2 ronden |        |

| Coureur           | Merk       | Oorzaak |
| ----------------- | ---------- | ------- |
| Keith Campbell    | Moto Guzzi |         |
| Hans-Günter Jäger | BMW        |         |
| Bob McIntyre      | Gilera     | Val     |
| Terry Shepherd    | MV Agusta  |         |
| Umberto Masetti   | MV Agusta  |         |

| Coureur        | Merk       | Oorzaak  |
| -------------- | ---------- | -------- |
| Bob Brown      | Gilera     |          |
| Alan Trow      | Norton     |          |
| Dickie Dale    | Moto Guzzi |          |
| Geoff Duke     | Gilera     | Blessure |
| Geoff Tanner   | Norton     |          |
| Alfredo Milani | Gilera     |          |

### Top tien tussenstand 500cc-klasse
| Pos | Coureur         | Merk       | Ptn |
| --- | --------------- | ---------- | --- |
| 1   | Bob McIntyre    | Gilera     | 14  |
| 1   | Libero Liberati | Gilera     | 14  |
| 1   | John Surtees    | MV Agusta  | 14  |
| 4   | Walter Zeller   | BMW        | 8   |
| 5   | Dickie Dale     | Moto Guzzi | 6   |
| 6   | Bob Brown       | Gilera     | 4   |
| 7   | Ernst Hiller    | BMW        | 3   |
| 7   | Jack Brett      | Norton     | 3   |
| 9   | Keith Campbell  | Moto Guzzi | 2   |
| 9   | Terry Shepherd  | MV Agusta  | 2   |

## 350cc-klasse
| Pos | Coureur         | Merk       | Tijd | Punten |
| --- | --------------- | ---------- | ---- | ------ |
| 1   | Keith Campbell  | Moto Guzzi |      | 8      |
| 2   | Bob McIntyre    | Gilera     |      | 6      |
| 3   | Libero Liberati | Gilera     |      | 4      |
| 4   | Jack Brett      | Norton     |      | 3      |
| 5   | Keith Bryen     | Norton     |      | 2      |
| 6   | John Hartle     | Norton     |      | 1      |

| Coureur          | Merk       |
| ---------------- | ---------- |
| Bob Brown        | Gilera     |
| Dick Thomson     | AJS        |
| Eric Hinton      | Norton     |
| Helmut Hallmeier | NSU        |
| Dave Chadwick    | Velocette  |
| Fron Purslow     | Norton     |
| John Surtees     | MV Agusta  |
| Adelmo Mandolini | Moto Guzzi |
| Alano Montanari  | MV Agusta  |
| Alfredo Milani   | Gilera     |
| Giuseppe Colnago | Moto Guzzi |
| Umberto Masetti  | MV Agusta  |
| Peter Murphy     | AJS        |

### Top tien tussenstand 350cc-klasse
| Pos | Coureur          | Merk       | Ptn |
| --- | ---------------- | ---------- | --- |
| 1   | Bob McIntyre     | Gilera     | 14  |
| 1   | Keith Campbell   | Moto Guzzi | 14  |
| 3   | Libero Liberati  | Gilera     | 12  |
| 4   | John Hartle      | Norton     | 7   |
| 5   | Bob Brown        | Gilera     | 4   |
| 5   | Helmut Hallmeier | NSU        | 4   |
| 7   | Umberto Masetti  | MV Agusta  | 3   |
| 7   | John Surtees     | MV Agusta  | 3   |
| 7   | Jack Brett       | Norton     | 3   |
| 10  | Eric Hinton      | Norton     | 2   |
| 10  | Alano Montanari  | MV Agusta  | 2   |
| 10  | Keith Bryen      | Norton     | 2   |

## 250cc-klasse
Nu Carlo Ubbiali door een blessure niet kon starten en ook Roberto Colombo niet scoorde deed Cecil Sandford met zijn tweede plaats goede zaken. Zijn teamgenoot Tarquinio Provini won weliswaar, maar had in de eerdere races nog geen punten gescoord. Sandford nam een flinke voorsprong in de WK-stand.
| Pos | Coureur            | Merk       | Tijd      | Punten |
| --- | ------------------ | ---------- | --------- | ------ |
| 1   | Tarquinio Provini  | Mondial    | 1:01"23'1 | 8      |
| 2   | Cecil Sandford     | Mondial    | +1"28'1   | 6      |
| 3   | Sammy Miller       | Mondial    | +1"43'8   | 4      |
| 4   | Fortunato Libanori | MV Agusta  | +2"29'3   | 3      |
| 5   | František Šťastný  | Jawa       | +1 ronde  | 2      |
| 6   | Arthur Wheeler     | Moto Guzzi | +1 ronde  | 1      |

| Coureur       | Merk      | Oorzaak         |
| ------------- | --------- | --------------- |
| Carlo Ubbiali | MV Agusta | Val in training |

| Coureur           | Merk       |
| ----------------- | ---------- |
| Bob Brown         | NSU        |
| Luigi Taveri      | MV Agusta  |
| František Bartoš  | ČZ         |
| Günter Beer       | Adler      |
| Helmut Hallmeier  | NSU        |
| Dave Chadwick     | MV Agusta  |
| David Andrews     | NSU        |
| John Hartle       | REG        |
| Sammy Hodgins     | Velocette  |
| Tommy Robb        | NSU        |
| Alano Montanari   | Moto Guzzi |
| Enrico Lorenzetti | Moto Guzzi |
| Remo Venturi      | MV Agusta  |
| Roberto Colombo   | MV Agusta  |

### Top tien tussenstand 250cc-klasse
| Pos | Coureur            | Merk       | Ptn |
| --- | ------------------ | ---------- | --- |
| 1   | Cecil Sandford     | Mondial    | 18  |
| 2   | Roberto Colombo    | MV Agusta  | 10  |
| 3   | Luigi Taveri       | MV Agusta  | 8   |
| 3   | Carlo Ubbiali      | MV Agusta  | 8   |
| 3   | Tarquinio Provini  | Mondial    | 8   |
| 6   | Sammy Miller       | Mondial    | 6   |
| 7   | František Bartoš   | ČZ         | 3   |
| 7   | Enrico Lorenzetti  | Moto Guzzi | 3   |
| 7   | Fortunato Libanori | MV Agusta  | 3   |
| 10  | František Šťastný  | Jawa       | 2   |

## 125cc-klasse
Aanvankelijk gingen zes Italianen aan de leiding in Assen, maar uiteindelijk won Tarquinio Provini met een gemiddelde snelheid van 123,5 km/uur voor Roberto Colombo en Luigi Taveri. Omdat Carlo Ubbiali door een blessure niet kon starten nam Provini een flinke voorsprong in de WK-stand. 
| Pos | Coureur            | Merk      | Tijd    | Punten |
| --- | ------------------ | --------- | ------- | ------ |
| 1   | Tarquinio Provini  | Mondial   | 52"24'6 | 8      |
| 2   | Roberto Colombo    | MV Agusta |         | 6      |
| 3   | Luigi Taveri       | MV Agusta |         | 4      |
| 4   | Cecil Sandford     | Mondial   |         | 3      |
| 5   | Fortunato Libanori | MV Agusta |         | 2      |
| 6   | Sammy Miller       | Mondial   |         | 1      |

| Coureur       | Merk      | Oorzaak         |
| ------------- | --------- | --------------- |
| Carlo Ubbiali | MV Agusta | Val in training |

| Coureur          | Merk      |
| ---------------- | --------- |
| František Bartoš | ČZ        |
| Ernst Degner     | MZ        |
| Horst Fügner     | MZ        |
| Bill Maddrick    | MV Agusta |
| Bill Webster     | MV Agusta |
| Dave Chadwick    | MV Agusta |
| Guido Sala       | Mondial   |
| Remo Venturi     | MV Agusta |

### Top negen tussenstand 125cc-klasse
(Slechts negen coureurs hadden al punten gescoord)
| Pos | Coureur            | Merk      | Ptn |
| --- | ------------------ | --------- | --- |
| 1   | Tarquinio Provini  | Mondial   | 22  |
| 2   | Carlo Ubbiali      | MV Agusta | 14  |
| 3   | Roberto Colombo    | MV Agusta | 11  |
| 4   | Luigi Taveri       | MV Agusta | 10  |
| 5   | Cecil Sandford     | Mondial   | 5   |
| 6   | Sammy Miller       | Mondial   | 4   |
| 7   | Horst Fügner       | MZ        | 3   |
| 8   | Fortunato Libanori | MV Agusta | 2   |
| 9   | Ernst Degner       | MZ        | 1   |

## Zijspanklasse
| Pos | Coureur          | Bakkenist        | Merk   | Tijd | Punten |
| --- | ---------------- | ---------------- | ------ | ---- | ------ |
| 1   | Fritz Hillebrand | Manfred Grunwald | BMW    |      | 8      |
| 2   | Jackie Beeton    | Tony Partridge   | Norton |      | 6      |
| 3   | Loni Neußner     | Dieter Hess      | BMW    |      | 4      |
| 4   | Edgar Strub      | Mick Woollett    | Norton |      | 3      |
| 5   | Marcel Beauvais  | André Coudert    | Norton |      | 2      |
| 6   | Werner Großmann  | Alfred Schmidt   | Norton |      | 1      |

| Coureur          | Merk           | Bakkenist | Oorzaak             |
| ---------------- | -------------- | --------- | ------------------- |
| Josef Knebel (†) | Rolf Amfaldern | BMW       | Ongeval in training |

| Coureur     | Merk           | Bakkenist | Oorzaak |
| ----------- | -------------- | --------- | ------- |
| Cyril Smith | Stanley Dibben | Norton    |         |

| Coureur           | Merk               | Bakkenist |
| ----------------- | ------------------ | --------- |
| Florian Camathias | Jules Galliker     | BMW       |
| Fritz Scheidegger | Horst Burkhardt    | BMW       |
| Walter Schneider  | Hans Strauß        | BMW       |
| Jacques Drion     | Inge Stoll-Laforge | BMW       |
| Charlie Freeman   | John Chisnell      | Norton    |
| Peter Woollett    | George Loft        | Norton    |
| Pip Harris        | Ray Campbell       | Norton    |
| Albino Milani     | Rossano Milani     | Gilera    |

### Top tien tussenstand zijspanklasse
| Pos | Coureur           | Bakkenist                            | Merk   | Ptn |
| --- | ----------------- | ------------------------------------ | ------ | --- |
| 1   | Fritz Hillebrand  | Manfred Grunwald                     | BMW    | 24  |
| 2   | Walter Schneider  | Hans Strauß                          | BMW    | 12  |
| 3   | Jackie Beeton     | Charles Billingham en Tony Partridge | Norton | 9   |
| 4   | Florian Camathias | Jules Galliker                       | BMW    | 7   |
| 5   | Loni Neußner      | Dieter Hess                          | BMW    | 6   |
| 6   | Josef Knebel (†)  | Rolf Amfaldern                       | BMW    | 4   |
| 7   | Edgar Strub       | Mick Woollett                        | Norton | 3   |
| 8   | Charlie Freeman   | John Chisnell                        | Norton | 2   |
| 8   | Marcel Beauvais   | André Coudert                        | Norton | 2   |
| 10  | Cyril Smith       | Stanley Dibben en Eric Bliss         | Norton | 1   |
| 10  | Peter Woollett    | George Loft                          | Norton | 1   |
| 10  | Werner Großmann   | Alfred Schmidt                       | Norton | 1   |

1925 · 1926 · 1927 · 1928 · 1929 · 1930 · 1931 · 1932 · 1933 · 1934 · 1935 · 1936 · 1937 · 1938 · 1939 · 1940–1945 · 1946 · 1947 · 1948 · 1949 · 1950 · 1951 · 1952 · 1953 · 1954 · 1955 · 1956 · 1957 · 1958 · 1959 · 1960 · 1961 · 1962 · 1963 · 1964 · 1965 · 1966 · 1967 · 1968 · 1969 · 1970 · 1971 · 1972 · 1973 · 1974 · 1975 · 1976 · 1977 · 1978 · 1979 · 1980 · 1981 · 1982 · 1983 · 1984 · 1985 · 1986 · 1987 · 1988 · 1989 · 1990 · 1991 · 1992 · 1993 · 1994 · 1995 · 1996 · 1997 · 1998 · 1999 · 2000 · 2001 · 2002 · 2003 · 2004 · 2005 · 2006 · 2007 · 2008 · 2009 · 2010 · 2011 · 2012 · 2013 · 2014 · 2015 · 2016 · 2017 · 2018 · 2019 · 2021 · 2022 · 2023 · 2024 · 2025